# Epania aurocollaris
Epania aurocollaris är en skalbaggsart. Epania aurocollaris ingår i släktet Epania och familjen långhorningar.

## Underarter
Arten delas in i följande underarter:
- E. a. aurocollaris
- E. a. sibuyana